# Смрт од смеха
Смрт од смеха је изузетно редак облик смрти који обично настаје услед срчаног застоја или асфиксије (гушења) изазване нападом смеха. Иако неуобичајена, смрт од смеха је забележена од времена античке Грчке до модерних времена. Фраза „умрети од смеха“ се обично користи као хипербола.

## Патофизиологија
Смех је нормално безазлен. Међутим, смрт може настати услед неколико патологија које одступају од бенигног смеха. Постоји неколико начина на које смех може изазвати негативан ефекат на тело. Један од најрањивијих путева је преко срца. У ретким случајевима, посебно снажан смех може изазвати стање названо „синкопа изазвана смехом“. Ово стање доводи до наглог пада крвног притиска током претераног смеха, што покреће појачан одговор аутономног нервног система и доводи до привременог смањења дотока крви у мозак, што може резултирати губитком свести. Када се смејете, померате грудни кош горе-доле, што мења притисак у грудној дупљи и може утицати на вагусни нерв. Ово може изазвати вртоглавицу или, врло ретко, губитак свести, посебно када је смех веома изражен. Први документовани случај синкопе изазване смехом био је 1997. године, када је 62-годишњи пацијент са хипертензијом и другим срчаним проблемима више пута губио свест док се гласно смејао уз телевизијску емисију „Сајнфелд“, што је довело до назива „Сајнфелд синкопа“ за ово стање. Иако је технички могуће да синкопа изазвана смехом изазове застој срца, већи ризик представља могућност да се онесвешћивање догоди у опасној ситуацији, на пример, да особа падне и повреди главу. Други начини на које смех може бити опасан укључују:
- Асфиксија (гушење): Може настати када тело не добија довољно кисеоника услед неконтролисаног смеха.[1][4]
- Астматични напад: Значајно померање грудног коша током смеха може изазвати потешкоће са дисањем, што може довести до астматичног напада.[1][3][4] Ова врста респираторног дистреса може резултирати недовољним дотоком кисеоника у дисајне путеве, што може бити смртоносно ако потраје.[3] [4]
- Изненадни срчани застој: Верује се да је нагли пораст адреналина изазван смехом примарни фактор ретких случајева изненадног срчаног застоја након неконтролисаног смеха.[3]
- Геластични напади: Повезани су са неизазваним, неконтролисаним смехом.[3][5] Ови напади почињу у хипоталамусу и понекад су узроковани неканцерозним туморима мозга на хипоталамусу.[3][5] Међутим, у ретким случајевима када је тумор канцероген, може довести до смрти.[3]

Иако смех има бројне предности, попут побољшања расположења и смањења депресије, анксиозности и стреса, у изузетно ретким случајевима, претерани смех може бити опасан. Сам смех не може убити, али здравствено стање изазвано смехом може.

## Значајни случајеви
Иако ретки, постоје документовани случајеви смрти повезане са смехом:
- Зеуксид: Грчки сликар из 5. века п. н. е., за кога се каже да је умро смејући се на комичан начин на који је насликао старицу.[1]
- Хрисип из Солија (279–206. п. н. е.): Антички грчки филозоф стоик. Према једној верзији, умро је од смеха видевши магарца како једе смокве, након чега је у шали наредио да се магарцу да неразблажено вино да их „залије“.[1][3]
- Мартин од Арагона (1410): Каже се да је умро од комбинације лошег варења и неконтролисаног смеха.[1]
- Пјетро Аретино (1556): Се каже да је умро од гушења због превише смеха.[1]
- Томас Уркхарт (1660): Шкотски аристократа, полимата и први преводилац Раблеа на енглески, наводно је умро смејући се када је чуо да је Чарлс II преузео трон.[1]
- Артур Кобкрофт (14. октобар 1920): 56-годишњи тренер паса из Аустралије умро је од срчане слабости изазване претераним смехом док је читао старе новине.[1]
- (име непознато) (30. октобар 1965): 24-годишњи столар са Филипина умро је од несвестице изазване смехом док је причао шале.[1]
- Алекс Мичел (24. март 1975, Норфолк, Енглеска): Педесетогодишњи зидар умро је након што се неконтролисано смејао скоро 25 минута гледајући епизоду Би-Би-Си-јеве хумористичке емисије „The Goodies“. Епизода је садржала слепстик хумор који је изазвао Мичелов продужени смех, након чега се срушио и умро од срчане инсуфицијенције.[1][3][4] Његова удовица је касније захвалила глумцима што су му последње тренутке живота учинили радосним.[1][4]
- Оле Бентцен (1989, Данска): Седамдесетједногодишњи дански аудиолог наводно је умро од смеха док је гледао комедију „Риба звана Ванда“. Толико се забављао једној сцени да није могао да престане да се смеје. Наводи се да му је срчана фреквенција убрзала на процењених 250 до 500 откуцаја у минути, што је довело до фаталног срчаног удара услед екстремног оптерећења кардиоваскуларног система.[1] [4]
- Берта Прует (1893): Наводно је „убијена шалом“ када је младић испричао шалу на вечери која је госпођицу Прует бацила у „насилан напад смеха“ који се „изненада претворио у крик бола и она је пала на под... мртва“.[5]
- Госпођа Чарлс С. Стубер (непозната година, крај 19. или почетак 20. века): Умрла је од акутне индигестије изазване прекомерним смехом током бурне представе у позоришту.[5]
- Госпођа Поли Ен Џексон (1906, Кентаки): „Није се тако јако смејала месецима као причи која јој је испричана и која је изазвала њену смрт“.[5] Између 1870. и 1920. године, стотине жена су наводно умрле од прејаког смеха.[5]

## У фикцији
Тема смрти од смеха појављује се у различитим фиктивним делима:
- „Три паклене шале“, кратка прича Лорда Дансенија из збирке The Last Book of Wonder (1916), о три шале „од којих ће сви који их чују једноставно умрети од смеха“.
- „Најсмешнија шала на свету“, епизода британске скеч комедије Летећи циркус Монтија Пајтона, која се врти око шале толико смешне да свако ко је чује одмах умире од смеха.
- У фантастичној комедији из 1988. Ко је сместио Зеки Роџеру, ласице из Тун патроле дословно умиру од смеха.
- „Замена“, епизода америчке комедије Сајнфелд, у којој Џери Сајнфелд прича виц болничком пацијенту који затим изненада умире од смеха.
- Бескрајна шала (1996), роман Дејвида Фостера Воласа у којем мета-наратив укључује филм толико забаван да они који га виде губе свако интересовање за било шта друго и умиру.
- Чиста кућа, представа у којој је умирање од смеха понављајућа тема.
- „Скот Тенорман мора умрети“, епизода серије Саут Парк, у којој Кени Мекормик умире од смеха због понижавајућег снимка Ерика Картмена.
- У телевизијској серији 1000 начина да се умре, полу-фикционализовани случај, заснован на неким од ових стварних смрти, драматизован је као „начин умирања“ број 302, „Смешна кост“; измишљени инцидент прати посетиоца паба по имену Чак, који је, након што је чуо посебно смешну шалу, смејао се преко 36 сати без престанка, што је довело до смрти од срчаног удара.